# Evil Genius
Evil Genius – komputerowa strategiczna gra czasu rzeczywistego wyprodukowana przez Elixir Studios i wydana przez firmę Sierra Entertainment. Tytuł jest inspirowany gatunkiem thrillerów szpiegowskich, szczególnie serią filmów o Jamesie Bondzie. Podobnie jak gra Dungeon Keeper, Evil Genius odwraca tradycyjny styl fabuły, wcielając gracza w postać negatywną, uciekającą przed pełnymi komicznych stereotypów siłami sprawiedliwości. Fabuła koncentruje się na zbudowaniu przez gracza tajnej bazy na wyspie i zdobyciu dominacji nad światem.
Od 2 marca 2006 roku prawa do gry posiada firma Rebellion Developments.

## Rozgrywka
Evil Genius skupia się na wybudowaniu tajnej bazy na wyspie oraz zarządzaniu sługami zatrudnionymi przez tytułowego Geniusza Zła, którego ostatecznym celem jest zdobycie dominacji nad światem. Czas gry nie jest wyraźnie określony, jednak regiony historyczne i wydarzenia pozwalają ją umiejscowić na przełomie lat 60. i 70. XX wieku.
Gracz ma do wyboru trzy grywalne postacie Geniuszów Zła: Maximiliana, Alexis oraz Shen Yu.

### Baza
Podobnie jak w grze Dungeon Keeper, gracz ma za zadanie zbudować własną tajną bazę oraz zatrudnić sługi, którzy będą jej bronić przed siłami sprawiedliwości. Baza mieści się na odosobnionej wyspie. W trakcie gry gracz ma do swojej dyspozycji dwie wyspy: jedną pustynną oraz drugą tropikalną z wulkanem pośrodku. Obiekt składa się z wielu pomieszczeń o różnym przeznaczeniu, takich jak baraki dla mieszkańców, laboratoria czy pomieszczenia treningowe. W miarę postępów w grze gracz otrzymuje dostęp do nowych pomieszczeń.
Pułapki i urządzenia obronne służą do ochrony bazy przed agentami, zbierania dowodów, kradzieży pieniędzy i sabotażu. Niektóre z nich mogą zranić lub zabić intruzów, inne ogłuszają ich lub zmuszają do opuszczenia wyspy. Do pułapek należą: miotacze ognia, gazy bojowe oraz pułapka energetyczna wykorzystująca transformator Tesli. Za każdego agenta, który wpadnie w pułapkę gracz jest nagradzany pieniędzmi. Nagroda kumuluje się, jeżeli kilka pułapek jest połączonych w reakcję łańcuchową.

### Sługi i najemnicy
Gracz nie ma bezpośredniej kontroli nad sługami, ale może wchodzić z nimi w interakcję dzięki najemnikom i Geniuszowi Zła. Podstawową grupę sług tworzą pracownicy budowlani, którzy mogą być szkoleni w jednej z trzech specjalizacji: wojskowej, naukowej oraz socjalnej. Najemnicy są jedynymi jednostkami poza Geniuszem Zła, nad którymi gracz ma bezpośrednią kontrolę. Są oni silniejsi od zwykłych sług oraz w miarę nabywania doświadczenia mogą być szkoleni na dwa sposoby. Gdy poziom ich życia spadnie do zera, padają na ziemię, by po pewnym czasie odrodzić się i wrócić do gry. Jeżeli jednak superagent zabije najemnika trzy razy, ten nie może się już odrodzić.

### Dominacja nad światem
Nadrzędnym celem w grze jest zbudowanie superbroni, dzięki której świat zostanie podporządkowany Geniuszowi Zła. Aby ją zbudować, gracz musi kraść plany i części rozmieszczone w różnych częściach świata. Tego typu misje noszą nazwę Aktów hańby; gracz nie ma na nie bezpośredniego wpływu, ale może zwiększyć szansę ich powodzenia poprzez wysłanie większej ilości sług. Poza główną fabułą dostępne są dodatkowe misje mające na celu zwiększenie złej sławy gracza. Niektóre z misji odnoszą się do wydarzeń historycznych takich jak kryzys kubański, inne są utrzymane w komicznej konwencji.
Świat gry jest podzielony na pięć regionów kontrolowanych przez różne agencje antyterrorystyczne. Im więcej zła wyrządzi gracz w danym regionie, tym lepiej wyszkoleni szpiedzy i silniejsze oddziały zostaną wysłane przeciwko graczowi na jego tajną wyspę. Oddziały składają się ze szpiegów, sabotażystów, złodziei oraz żołnierzy. Każdy region ma swojego super agenta – parodię protagonistów znanych z większości filmów akcji czy filmów szpiegowskich. Jest on dużo silniejszy od zwykłych agentów, nie może zostać pokonany w normalny sposób. Aby go wyeliminować, gracz musi wykonać specjalna misję, przeważnie w satyrycznym stylu.

## Odbiór gry
Gra otrzymała w większości pozytywne recenzje, uzyskując wynik 78.42% w agregatorze Metacritic oraz 75/100 w GameRankings. Serwis GameSpot, przyznając ocenę 7.3, stwierdził, że chociaż specyficzny humor Evil Genius jest zabawny na początku, potrzeba włożyć trochę czasu i wysiłku, aby wykonać Akty Hańby i zdobyć rozgłos wśród globalnych mocarstw oraz że gra jest ograniczana przez frustrującą losową stymulację i problemy ze sztuczną inteligencją sług. Portal IGN przyznał grze ocenę 7.8/10, którą uzasadnił mówiąc, że Evil Genius nawiązuje do wspaniałego Dungeon Keeper. Nie tylko poprzez budowanie podziemnej bazy (głęboko, głęboko pod ziemią), ale również stawia nas na miejscu sadystycznego dowódcy lochów, z chochlikami, demonami i rogatymi żniwiarzami do „kontroli”. Obydwa tytuły znacznie się różnią, ale nie na zasadzie „ale stwierdzając, że...”. Gdyby było więcej interakcji w trakcie wykonywania Aktów Hańby, mniej zarządzania opieką dla wrogów, więcej informacji przesyłanych między mapami i ekranami bazy oraz więcej przydatnych informacji, dlaczego stało się tak, jak się stało, to Evil Genius naprawdę byłoby genialne... ale w dobrym tego słowa znaczeniu. Tom Branwell z serwisu Eurogamer powiedział, że nie jesteśmy w rzeczywistości źli na wszystkie niedociągnięcia, które psują grę. Źle wyglądają na papierze, ale nie przeszkadzają nam w zabawie – znak, że Evil Genius przezwycięża swoje wady i w ostatecznym rozrachunku satysfakcjonuje.

## Evil Genius: WMD
Po reedycji gry w 2009 roku studio Rebellion Developments rozpoczęło prace nad uproszczona wersją gry dla serwisu społecznościowego Facebook. Ukazała się ona 8 grudnia 2010 roku. Podobnie jak w oryginale, gracz wciela się w Geniusza Zła, który ze swojej małej wulkanicznej wyspy rozpoczyna podbój świata.